# Chris Curtis

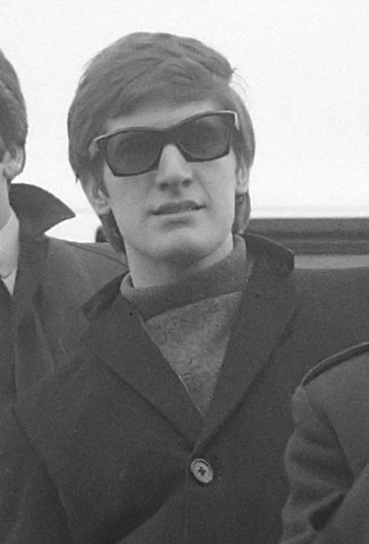
Chris Curtis, 1965

Chris Curtis (* 26. August 1941 in Oldham, Lancashire; † 28. Februar 2005 in Liverpool) war ein englischer Schlagzeuger und Sänger der Band The Searchers. Er war Mitglied der Band Roundabout, die sich später in Deep Purple umbenannte.

## Werdegang

### The Searchers
1960 wurde er Mitglied der Band The Searchers und ersetzte den vorherigen Schlagzeuger Norman McGarry. In den folgenden sechs Jahren war Curtis ein bedeutender Bestandteil der Band. Mit seiner hohen Stimme trug er zum charakteristischen Klang der Band bei. In der ersten Hälfte der 1960er Jahre rivalisierte die ebenfalls aus Liverpool stammende Band mit den Beatles und konnte einige internationale Hits wie Needles and Pins, Sugar and Spice und Don't Throw Your Love Away landen.
Curtis schrieb die meisten Songs der Band. Da er außerhalb der Proben und Konzerte häufig für sich blieb, wurde er von vielen für seltsam gehalten. George Harrison nannte ihn beispielsweise Mad Henry. Curtis verließ die Searchers 1966, nach einer Tournee mit den Rolling Stones.

### Nach den Searchers
Nach dem Ausscheiden aus der Band nahm Curtis seine einzige Single Aggravation auf, die Position 19 der britischen Charts erreichen konnte. An der Single wirkten auch Jimmy Page, Joe Moretti, John Paul Jones und Vic Flick mit.
1967 zog er nach London. Dort traf er Jon Lord und beschloss, gemeinsam mit diesem eine Band zu gründen. Als Gitarristen konnten sie Ritchie Blackmore gewinnen. Kurz darauf wurde Curtis aus der Band entlassen und diese änderte ihren Namen in Deep Purple. Deren erste Hitsingle war Hush, ein Song, den Curtis schon Monate vorher zusammen mit Lord in dessen Wohnung gespielt hatte.
Im Anschluss daran hatte er weitere Projekte, die aber weniger erfolgreich waren.
Am 28. Februar 2005 starb Chris Curtis in Liverpool.

## Diskografie
- No One Else Could Love Me
- Another Heart Is Broken (In The Game Of Life)
- He’s Got No Love
- I’m Your Lovin’ Man
- Snakes And Snails
- Night-time (mit Sharon Sheeley)